# Sylvie Fréchette (natation synchronisée)
Pour les articles homonymes, voir Fréchette et Sylvie Fréchette.
Sylvie Fréchette (Montréal, 27 juin 1967 - ) est une sportive québécoise pratiquant la nage (ou natation) synchronisée. Elle a été championne olympique dans cette discipline aux Jeux de Barcelone en 1992.

## Biographie
Elle fut élevée avec son frère par sa mère, car son père décéda lorsqu'elle avait trois ans. Elle a commencé à nager à l'âge de huit ans au club de natation synchronisée de Montréal, avec un horaire chargé digne d'un athlète.
Son entraîneur, Julie Sauvé, la suivra tout au long de sa carrière.
Elle a gagné la médaille d'or aux Jeux de Barcelone et la médaille d'argent aux Jeux d'Atlanta. Elle s'est depuis retirée du sport.
En 1990, elle a gagné le prix Maurice-Richard.
En 1999, elle est introduite au Panthéon des sports canadiens.
En 2010 elle a fondé le club de nage synchronisée neptune synchro. Grâce à son implication et l'aide des entraîneurs, elle a pu amener plusieurs équipes élites juniors jusqu'au niveau national (et plusieurs de ses équipes ont fini dans le top 10).

## Distinctions
- Médaille d'honneur de l'Assemblée nationale, 2011[1]